# The Unicorn
The Unicorn é uma sitcom americana criada por Bill Martin, Mike Schiff e Grady Cooper para a CBS, que estreou em 26 de setembro de 2019 e foi concluída em 18 de março de 2021. É estrelada por Walton Goggins junto com Rob Corddry, Omar Miller, Maya Lynne Robinson, Ruby Jay, MaKenzie Moss, Devin Bright e Michaela Watkins em papéis coadjuvantes. Em maio de 2020, a série foi renovada para uma segunda temporada, que estreou em 12 de novembro de 2020. Em maio de 2021, a série foi cancelada após duas temporadas.

## Enredo
Um viúvo e pai de duas filhas é encorajado por seus amigos a voltar ao mundo dos relacionamentos românticos. Para sua surpresa, ele se torna bem requisitado, devido a seu status de pai devoto e por sua disponibilidade como viúvo, sendo considerado assim, na linguagem do grupo, um "Unicorn", alguém a ser desejado por todos.

## Elenco

### Principal
- Walton Goggins como Wade, o dono de uma companhia de jardinagem e decoração, e pai solteiro tentando encontrar um novo rumo em sua vida após o falecimento de sua esposa.[7]
- Rob Corddry como Forrest, um especialista em recursos humanos, amigo de Wade e marido de Delia.[7]
- Omar Miller como Ben, melhor amigo de Wade, que trabalha como técnico de um time de futebol infantil local, e tem uma companhia de equipamentos de áudio.[7]
- Maya Lynne Robinson como Michelle, esposa de Ben.
- Ruby Jay como Grace, filha mais velha de Wade.[7]
- Makenzie Moss como Natalie, filha mais nova de Wade
- Devin Bright como Noah, filho de Ben e Michelle.[7]
- Michaela Watkins como Delia, médica pediatra, esposa de Forrest.[7]

### Recorrente
- Betsy Brandt como Caroline, amiga de Wade que mantém um grupo de apoio para viúvos
- Sarayu Blue como Anna, colega de trabalho de Delia, com quem Wade teve um pequeno romance
- Cleo Fraser como Addie, filha de Forrest e Delia
- Princess K. Mapp como Sahai, filha de Ben e Michelle
- Helen Hong como Emma, um membro do grupo de apoio que Wade frequenta.

## Produção

### Desenvolvimento
Em 6 de abril de 2019, foi anunciado que a CBS havia aprovado a produção de um episódio piloto. Em 9 de maio de 2019, foi anunciado que a série foi aceita e que iniciariam a produção. A série foi criada por Bill Martin e Mike Schiff, que também atuaram como produtores executivos em conjunto com Aaron Kaplan, Dana Honor, Wendi Trilling e Peyton Reed. As produções responsáveis pelo programa são Trill TV, Kapital Entertainment e CBS Television Studios. Em 15 de maio de 2019, foi anunciado que a série estrearia no outono de 2019 e iria ao ar nas quintas às 20h30. A série estreou em 26 de setembro de 2019. Em 22 de outubro do mesmo ano, foi reduzida em 5 episódios. Em 6 de maio de 2020, a CBS renovou o show para uma segunda temporada,que estreou em 12 de novembro de 2020.
Em 15 de maio de 2021, a CBS confirmou o cancelamento da série, que apesar de ser bem aceita no meio crítico, não atingiu níveis de audiência esperados pela emissora. Seu último episódio foi exibido em 18 de março de 2021.

### Escolha de elenco
Em março de 2019 foi anunciado que Walton Goggins, Rob Corddry, Michaela Watkins, Omar Benson Miller e Maya Lynne Robinson foram escolhidos para estrelar o episódio piloto da série. Em conjunto com o anúncio da aprovação da produção, foi anunciado que Ruby Jay e Makenzie Moss se juntaram ao elenco principal.

## Lançamento

### Marketing
Em 15 de maio de 2019, a CBS lançou o primeiro trailer oficial da série.

## Recepção

### Resposta Crítica
No agregador de resenhas Rotten Tomatoes, a série manteve uma taxa de aprovação de 85% com uma nota média de 6.87/10, baseado em 27 resenhas. O consenso crítico do site declara que, "Quente e divertido, The Unicorn encontra humor em lugares inesperados, e mostra todo um novo lado do talentoso Walton Goggins". No agregador Metacritic, a série alcançou uma avaliação média de 65 de 100, baseado em 13 críticas, indicando "resenhas geralmente favoráveis".

## Outras Mídias
A primeira temporada foi lançada em DVD nos Estados Unidos em 21 de julho de 2020,e lançada no serviço de streaming Netflix após o termino das exibições na televisão, como estratégia comercial da CBS.